# Världscupen i short track
Världscupen i short track är en serie internationella short track-tävlingar, anordnade av det internationella skridskoförbundet med premiär säsongen 1997/1998. Flest poäng då alla deltävlingar är avklarade vinner.

## Vinnare

### Herrar
| Säsong      | Totalcupen        | 500 meter               | 1 000 meter        | 1 500 meter        | 5 000 meter stafett | Nationscupen |
| ----------- | ----------------- | ----------------------- | ------------------ | ------------------ | ------------------- | ------------ |
| 1997/1998 * |                   |                         |                    |                    |                     |              |
| 1998/1999   | Li Jiajun         | Fabio Carta             | Kim Dong-sung      | Kim Dong-sung      |                     | Italien      |
| 1999/2000   | Kim Dong-sung     | Li Jiajun               | Kim Dong-sung      | Li Jiajun          | Sydkorea            | Sydkorea     |
| 2000/2001   | Apolo Anton Ohno  | Apolo Anton Ohno        | Apolo Anton Ohno   | Apolo Anton Ohno   | Kanada              | Kanada       |
| 2001/2002   | Kim Dong-sung     | Li Jiajun               | Kim Dong-sung      | Kim Dong-sung      | Sydkorea            | Sydkorea     |
| 2002/2003   | Apolo Anton Ohno  | Jean-François Monette   | Apolo Anton Ohno   | Fabio Carta        | Kanada              | Kanada       |
| 2003/2004   | Ahn Hyun-soo      | Li Jiajun               | Ahn Hyun-soo       | Ahn Hyun-soo       | Kina                | Kina         |
| 2004/2005   | Apolo Anton Ohno  | Mathieu Turcotte        | Apolo Anton Ohno   | Apolo Anton Ohno   | Kanada              | Kanada       |
| 2005/2006   | Ahn Hyun-soo      | Ahn Hyun-soo            | Lee Ho-suk         | Ahn Hyun-soo       | Sydkorea            | Sydkorea     |
| 2006/2007   | Tyson Heung       | Tyson Heung             | Lee Ho-suk         | Ahn Hyun-soo       | Italien             | Sydkorea     |
| 2007/2008   | Lee Ho-suk        | Sung Si-bak             | Ahn Hyun-soo       | Lee Ho-Suk         | Sydkorea            | Sydkorea     |
| 2008/2009   | Sung Si-bak       | François-Louis Tremblay | Lee Ho-Suk         | Sung Si-bak        | Kanada              | Sydkorea     |
| 2009/2010   | Lee Jung-su       | Charles Hamelin         | Lee Jung-Su        | Lee Jung-Su        | Sydkorea            | Sydkorea     |
| 2010/2011*  | Thibaut Fauconnet | Simon Cho               | Thibaut Fauconnet  | Maxime Chataignier | Kanada              | Kanada       |
| 2011/2012   | Noh Jin-Kyu       | Olivier Jean            | Kwak Yoon-Gy       | Noh Jin-Kyu        | Kanada              | Sydkorea     |
| 2012/2013   | Noh Jin-Kyu       | Charles Hamelin         | Kwak Yoon-Gy       | Noh Jin-Kyu        | Sydkorea            | Sydkorea     |
| 2013/2014   | Charles Hamelin   | Victor An               | Charles Hamelin    | Lee Han-bin        | USA                 | Kanada       |
| 2014/2015   | Sin Da-woon       | Dmitrij Migunov         | Semjon Jelistratov | Sin Da-woon        | Nederländerna       | Sydkorea     |
| 2015/2016   | Kwak Yoon-Gy      | Dmitrij Migunov         | Semjon Jelistratov | Kwak Yoon-gy       | Kanada              | Kanada       |
| 2016/2017   | Shaoang Liu       | Wu Dajing               | Shaoang Liu        | Sjinkie Knegt      | Nederländerna       | Sydkorea     |
| 2017/2018   | Hwang Dae-heon    | Wu Dajing               | Shaolin Sándor Liu | Hwang Dae-heon     | Kanada              | Sydkorea     |
| 2018/2019   | Lim Hyo-jun       | Lim Hyo-jun             | Park Ji-won        | Kim Gun-woo        | Ungern              | Sydkorea     |
| 2019/2020   | Park Ji-won       | Shaolin Sándor Liu      | Park Ji-won        | Park Ji-won        | Ryssland            | Sydkorea     |
| 2020/2021   | Inställt          | Inställt                | Inställt           | Inställt           | Inställt            | Inställt     |
| 2021/2022   |                   | Shaolin Sándor Liu      | Pascal Dion        | Ren Ziwei          | Kanada              |              |
| 2022/2023   |                   |                         |                    |                    |                     |              |

*Resultat ej tillgängliga

*Thibaut Fauconnet blev diskvalificerad efter att testat positivt för dopning.

### Damer
| Säsong      | Totalcupen        | 500 meter           | 1 000 meter         | 1 500 meter         | 3 000 meter stafett | Nationscupen  |
| ----------- | ----------------- | ------------------- | ------------------- | ------------------- | ------------------- | ------------- |
| 1997/1998 * |                   |                     |                     |                     |                     |               |
| 1998/1999   | Yang Yang (A)     | Chunlu Wang         | Yang Yang (S)       | Yang Yang (A)       |                     | Kina          |
| 1999/2000   | Yang Yang (A)     | Yang Yang (S)       | Yang Yang (A)       | Yang Yang (A)       | Kina                | Kina          |
| 2000/2001   | Yang Yang (A)     | Evgenia Radanova    | Yang Yang (A)       | Yang Yang (A)       | Kina                | Kina          |
| 2001/2002   | Yang Yang (A)     | Yang Yang (S)       | Yang Yang (A)       | Yang Yang (A)       | Sydkorea            | Kina          |
| 2002/2003   | Tyan Yu Fu        | Amélie Goulet-Nadon | Amélie Goulet-Nadon | Amélie Goulet-Nadon | Kina                | Kina          |
| 2003/2004   | Choi Eun-kyung    | Tyan Yu Fu          | Choi Eun-kyung      | Choi Eun-kyung      | Sydkorea            | Sydkorea      |
| 2004/2005   | Wang Meng         | Wang Meng           | Choi Eun-kyung      | Jin Sun-yu          | Kina                | Kina          |
| 2005/2006   | Jin Sun-yu        | Wang Meng           | Wang Meng           | Jin Sun-yu          | Sydkorea            | Sydkorea      |
| 2006/2007   | Jung Eun-ju       | Wang Meng           | Byun Chun-sa        | Jung Eun-ju         | Italien             | Kina          |
| 2007/2008   | Jin Sun-yu        | Wang Meng           | Jin Sun-yu          | Jin Sun-yu          | Kina                | Kina          |
| 2008/2009   | Wang Meng         | Wang Meng           | Wang Meng           | Zhou Yang           | Kina                | Kina          |
| 2009/2010   | Wang Meng         | Wang Meng           | Wang Meng           | Zhou Yang           | Kina                | Kina          |
| 2010/2011   | Katherine Reutter | Marianne St. Gelais | Katherine Reutter   | Katherine Reutter   | Kina                | Kina          |
| 2011/2012   | Arianna Fontana   | Arianna Fontana     | Yui Sakai           | Cho Ha-Ri           | Kina                | Kina          |
| 2012/2013   | Shim Suk Hee      | Wang Meng           | Elise Christie      | Shim Suk Hee        | Kina                | Sydkorea      |
| 2013/2014   | Shim Suk Hee      | Wang Meng           | Shim Suk Hee        | Shim Suk Hee        | Sydkorea            | Sydkorea      |
| 2014/2015   | Shim Suk Hee      | Fan Kexin           | Shim Suk Hee        | Choi Min-jeong      | Sydkorea            | Sydkorea      |
| 2015/2016   | Choi Min-jeong    | Marianne St-Gelais  | Choi Min-jeong      | Choi Min-jeong      | Sydkorea            | Sydkorea      |
| 2016/2017   | Suzanne Schulting | Marianne St-Gelais  | Suzanne Schulting   | Shim Suk Hee        | Sydkorea            | Sydkorea      |
| 2017/2018   | Choi Min-jeong    | Choi Min-jeong      | Choi Min-jeong      | Choi Min-jeong      | Sydkorea            | Sydkorea      |
| 2018/2019   | Suzanne Schulting | Natalia Maliszewska | Suzanne Schulting   | Suzanne Schulting   | Ryssland            | Nederländerna |
| 2019/2020   | Suzanne Schulting | Kim Boutin          | Suzanne Schulting   | Suzanne Schulting   | Nederländerna       | Nederländerna |
| 2020/2021   | Inställd          | Inställd            | Inställd            | Inställd            | Inställd            | Inställd      |
| 2021/2022   |                   | Arianna Fontana     | Suzanne Schulting   | Lee Yu-bin          | Nederländerna       |               |
| 2022/2023   |                   |                     |                     |                     |                     |               |

*Resultat ej tillgängliga

### Mixat
| Säsong    | 2 000 meter stafett |
| --------- | ------------------- |
| 2018/2019 | Ryssland            |
| 2019/2020 | Ryssland            |
| 2020/2021 | Inställd            |
| 2021/2022 | Kina                |
| 2022/2023 |                     |